# Mož bolečin (Geertgen tot Sint Jans)
Mož bolečin je majhna staronizozemska slika v tehniki olje na leseni tabli, naslikana ok. 1485–1495. Sliko pripisujejo slikarju Geertgenu tot Sint Jansu. Nastala je v tradiciji nabožnih podob tipa Moža bolečin, ki po navadi prikazuje Jezusa po križanju, golega nad pasom, obdanega z orodji svojega mučeništva (Arma Christi). Tabla ima nenavadno zapleteno in zadušljivo prostorsko zasnovo ter prikazuje zasmehovanje Jezusa in njegove žalostne matere. Tabla je prežeta z zapleteno ikonografijo in globokim patosom. Jezus očitno trpi bolečine in kaže rane gledalcu. Gleda stran, medtem ko belo oblečeni jokajoči angeli nosijo predmete Arma Christi - predmete, povezane z njegovim križanjem in smrtjo - okoli njega. Med svetniki sta sveta Marija in Marija Magdalena.
Mož bolečin je bil opisan kot »eden najbolj ganljivih ... v staronizozemski umetnosti« in velja za zelo čustveno in žalostno delo, zlasti v prikazu Jezusove žalosti, skoraj poraženega izraza in krvavega obraza. O izgubljeni desni tabli ni nič znanega; morda je vsebovala drugo versko sceno ali portret donatorja. Nahaja se v muzeju Catharijneconvent v Utrechtu.

## Pobožni tip
Tabla je v tradiciji ikonične posvetne podobe Moža bolečin, ki se je v Evropi razvila od 13. stoletja in je bila še posebej priljubljena v severni Evropi. Beseda se v odlomkih Izaije (Iz 53,3-6 (Služabniške pesmi) v hebrejski Bibliji prevede kot "mož bolečin" ("vir dolorum" v Vulgati):

3) Bil je zaničevan in zapuščen od ljudi, mož bolečin in znanec bolezni, kakor tisti, pred katerim si zakrivajo obraz, je bil zaničevan in nismo ga cenili.
4) V resnici je nosil naše bolezni, naložil si je naše bolečine, mi pa smo ga imeli za zadetega, udarjenega od Boga in ponižanega.
5) On pa je bil ranjen zaradi naših prestopkov, strt zaradi naših krivd. Kazen za naš mir je padla nanj, po njegovih ranah smo bili ozdravljeni.
6) Mi vsi smo tavali kakor ovce, obrnili smo se vsak na svojo pot, GOSPOD pa je naložil nanj krivdo nas vseh.
V takšnih delih se od gledalca zahteva, da stoji pred ranjenim in pohabljenim, napol golim  Kristusovim telesom, premišljuje in premišljuje ter prevzame odgovornost za njegovo trpljenje.  Geertgenova upodobitev se od prejšnjih ikonografskih upodobitev razlikuje po tem, da je Kristusova glava dvignjena in gleda naravnost v gledalca.

## Opis
Kristus stoji v svojem grobu, kamnitem sarkofagu. Njegovo telo je poškodovano in deformirano zaradi ran, ki so nastale med bičanjem. Vendar očitno ni mrtev, kot v prejšnjih upodobitvah. Njegove oči gledajo neposredno v gledalca, način, ki ga je umetnostni zgodovinar Erwin Panofsky označil kot sklicevanje na svetopisemsko besedilo »Glej, kaj sem trpel zate; kaj si trpel zame«. Umetnostni zgodovinar Alois Riegl je to gesto prej opredelil kot vzbujajočo »zunanjo enotnost«, kjer se Kristusov pogled ujema s svetom gledalca. Umetnostni zgodovinar Wouter Slob piše, da Kristusov izraz »sooča sodobnega gledalca s posledicami svojega greha; kri, ki brizga s table, teče zaradi njegove krivde«. Kljub očitni Kristusovi agoniji, njegov animirana, pol stoječa pol klečeča poza v sarkofagu govori o njegovem vstajenju. Morda se enako spušča v ali vstaja iz grobnice.
Levo od njega Marija Magdalena kleči v molitvi. Njene roke počivajo na sarkofagu, njene oči so povešene, njen otožni izraz je študija žalosti. Ob vznožju križa Jezusova mati Marija stoka s sklenjenimi rokami, ko se ji po obrazu zlivajo velike kapljice solz. Podpira jo Janez Evangelist z vidno samo glavo in rokami, ki si s hrbtom briše solze. Angeli, oblečeni v bele halje, z oteklimi očmi nosijo preostalo Arma Cristi, vključno s kopjem, sveto gobo in tremi žeblji s križa.

## Ikonografija

### Žalujoči
Številni svetniki in angeli odkrito jokajo, pasijon prežemajo zelo človeške lastnosti in izražajo čustveni nemir. Verjetno uporaba solz odraža Geertgenovo težnjo k čustvenosti, morda pa je bila namenjena tudi sklicevanju na skrušenost, gledalca prisili, da si ogleda Kristusovo trpljenje in razmisli o svoji krivdi. Tedanja cerkvena teologija je spodbujala sočutje do Kristusovega trpljenja, obenem pa je poudarjala, da je človeštvo vir njegovih muk. Po besedah umetnostnega zgodovinarja Johna Deckerja so srednjeveške »pridige in pobožni traktati spodbujali vernike, naj preučujejo zlomljeno Kristusovo telo, preučujejo njegove rane in ne pozabijo, da so različni grehi človeštva povzročili vsako poškodbo«. Prizor je dal gledalcu »priložnost za čustveno interakcijo s sveto zgodovino« in spodbujal skrušenost in spokornost , pristop, ki se odraža v delih Rogierja van der Weydna, ki jih je pozneje sprejel Geertgen.
Uporaba solz za označevanje žalosti je verjetno izhajala od Rogierja, ki je očaran s solzami izpopolnil subtilno formulo za prikaz joka, kar je razvidno zlasti iz njegove madridske slike  Snemanje s križa c. 1435. Po obrazu Mariji teče velika solza, ki jo umetnostni zgodovinar Moshe Barasch opisuje kot »naslikana s subtilnimi sencami, da ji da materialno snov, z odsevi in poudarkom postane prozorna in sijoča« in primerja njeno upodabljanje z nakitom oziroma steklom.
V nekaterih primerih solze nakazujejo gibi roke, niso pa dejansko prikazane. Na to znova vpliva Rogierjevo Snemanje, vendar izvira od Campinovega Polaganje v grob, kjer figura implicira jok zaradi dejstva, da si briše obraz s hrbtno stranjo dlani, tehnika, ki si jo je Rogier sposodil in izpopolnil približno 20 let kasneje.

### Križanje
Na sliki je prikazano mučeno Kristusovo telo na njegovem počivališču na Kalvariji, ko še vedno nosi težo svojega lesenega križa, kolena pa so se mu upogibala. Slika vsebuje veliko simbolov njegovega trpljenja. Nosi trnovo krono, njene konice prelivajo kri po obrazu. Njegove roke so močno poškodovane, znamenje bičanja in šibko dvigne desno roko, da pokaže globoko rano na boku, kjer ga je po pisanju prebodlo koplje po njegovi smrti na križu. Leta 1927 je Panofsky tablo identificiral v tradiciji ikoničnih upodobitev (andachtsbilder) Mož bolečin, pri čemer je poudaril predvsem osredotočenost na žrtveni vidik pasijona in njegovo neomajno, a hkrati čustveno upodobitev fizičnega trpljenja.
Delo je v nekaterih pogledih nezahtevno; sestavljeno predvsem iz poenostavljenih geometrijskih oblik, medtem ko na ovalnih, idealiziranih obrazih ženskih figur ni veliko razlik. Oblačila niso posebej podrobna, njihov volumen in teksturo kažejo le težke gube. Vendar pa je zelo cenjen zaradi svoje zapletene in inovativne sestave, saj je veliko elementov predstavljenih pod poševnimi koti. Je zelo obrezana, v času, ko je nastala, bi bilo tako odrezanje Magdalene in Evangelista drzno.

## Pripis
Delo pripisujejo Geertgenu to Sint Jansu predvsem zaradi tipično poenostavljenih geometrijskih oblik in podobnosti z njegovim Objokovanjem Kristusa, sliko, na kateri so obrazi in izrazi Marije in Janeza presenetljivo podobni temu delu. Priznanje sta sprejela tako Friedländer kot Panofsky. Še posebej Panofsky je bil navdušen nad tablo, vendar je Friedländer ni zelo cenil. Pohvalil je opis Device, zlasti njenega obraza in rok, upodobitev Magdalene pa je opisal kot »realistično ... s tako skrbno opazovanimi sencami« in »med mojstrskimi najboljšimi deli«. Vendar je ugotovil, da je Kristusova figura »tradicionalna« in zapisal, da »je odsotnost prostorske obdelave na splošno še toliko bolj moteča«. Po njegovem mnenju podobi na splošno primanjkuje globinske ostrine in kompozicijskega ravnovesja.
Panofsky, čeprav je na splošno občudoval Friedländerjevo analizo, se ni preveč strinjal in v razpravi o nizozemskih upodobitvah Moža bolečin iz leta 1927 zapisal: »Kot pa vse na videz naključne kompozicijske črte vodijo s prepričljivo silo v obraz Odrešenika, ki je, dvignjen iz podobe, usmeril svoje veliko, solzno oko na nas, vsota vseh žalosti, ki jih trpi, in vse žalovanje, ki je trpelo zanj, nas zdaj oblega«.

## Poreklo
Nič ni zapisanega o naročilu ali zgodnjih lastnikih. Glede na ostanke tečajev na okvirju je delo verjetno tvorilo levo stran diptiha, katerega nasprotna tabla je zdaj izgubljena, verjetno razdeljen v 18. stoletju, ko so sestavljena dela te dobe izginila in so bila razbita za prodajo kot posamezne slike. Mož bolečin naj bi bil ustvarjen kot del serije majhnih slik za Haarlemsko poveljstvo vitezov svetega Janeza, skupino del, ki raziskujejo vrsto človeških čustev. Ta skupina slik je prvotno visela v cerkvi organizacije sv. Janeza v Haarlemu.